# Virginie Gloum
Virginie Gloum, född 23 augusti 1972, är en friidrottare från Centralafrikanska republiken. Hon deltog vid olympiska sommarspelen 1996.